# إيرما لا دوس (فلم)
إيرما لا دوس (بالإنجليزية: Irma la Douce)، أو إيرما الغانية، هو فيلم موسيقي تم إنتاجه في الولايات المتحدة وصدر في سنة 1963. الفيلم من إخراج بيلي وايلدر وكتابة بيلي وايلدر.

## بطولة
- جاك ليمون
- شيرلي ماكلين

### ترشيحات وجوائز
| السنة | الحدث  | الفئة               | النتيجة  |
| ----- | ------ | ------------------- | -------- |
|       | أوسكار | أفضل موسيقى تصويرية | فـــــوز |

## الميزانية والإيرادات
بلغت تكلفة إنتاج الفيلم حوالي 5 ملايين دولار بينما حقق أرباحا تقدر بـ 25,246,588 دولار.

## وصلات خارجية
- مقالات تستعمل روابط فنية بلا صلة مع ويكي بيانات

1. ↑  Box Office Information for Irma la Douce.قاعدة بيانات الأفلام على الإنترنت. Retrieved September 5, 2013. نسخة محفوظة 08 أبريل 2016 على موقع واي باك مشين.